# Skrzydlice
Skrzydlice (německy Kundorf) jsou polská víska nacházející se na jihu Polska při hranicích s Českou republikou v Dolnoslezském vojvodství.Tvoří ji několik budov u silnice spojující Zawidów na jihu a Wrociszów Górny na severu. Nachází se zde několik vodních ploch.

## Gallery

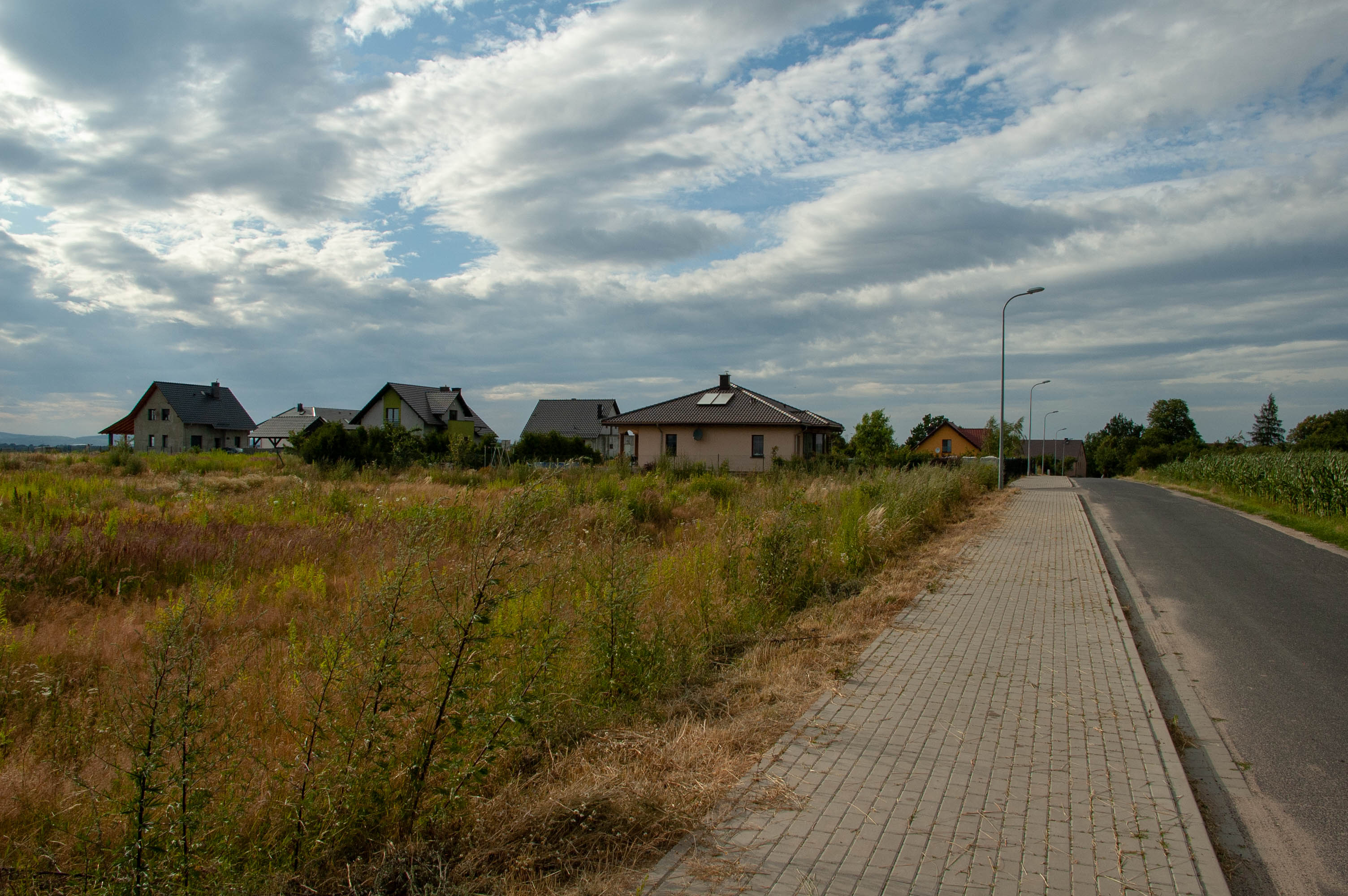
Nové domy
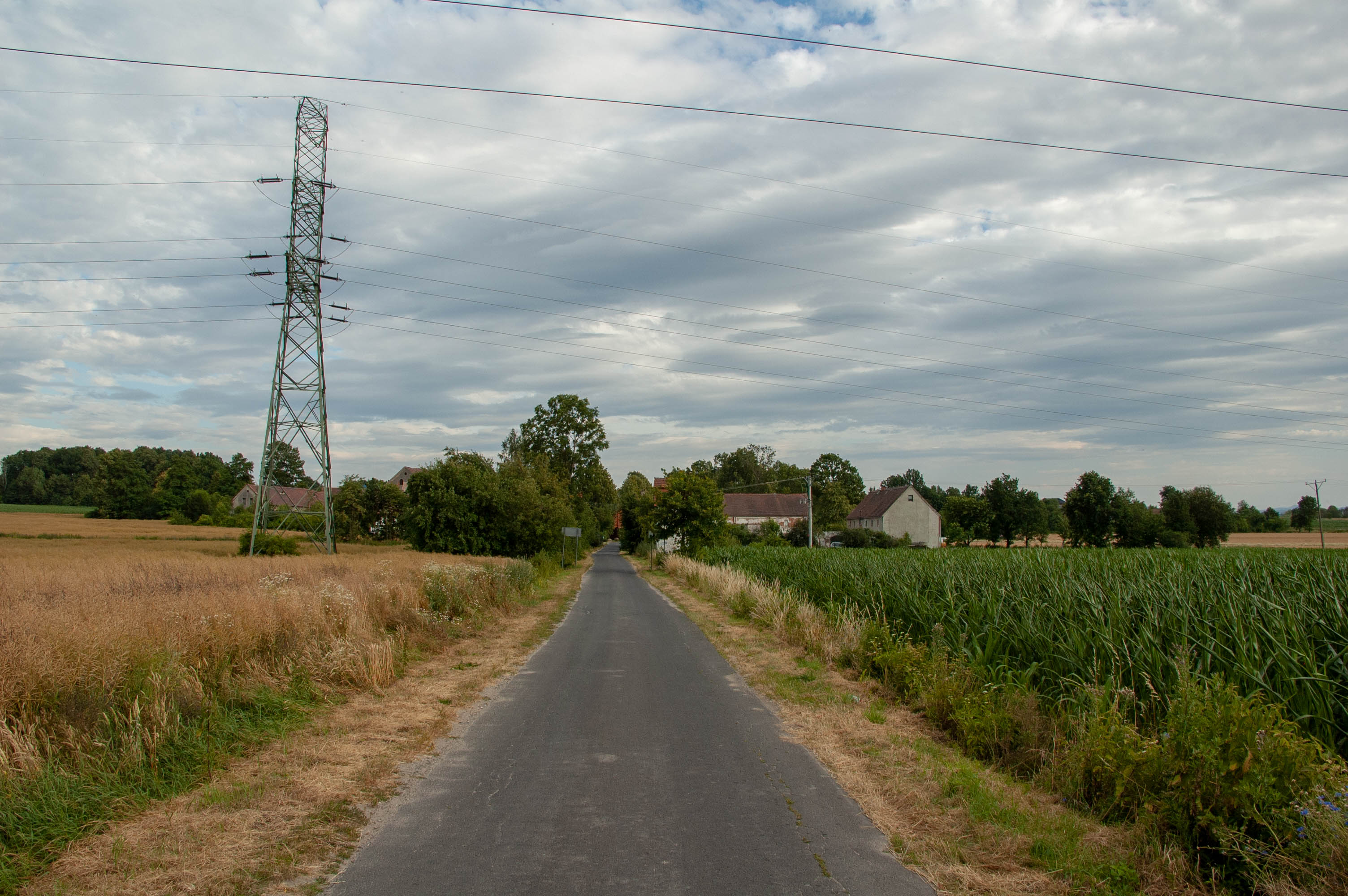
Příjezd do vsi
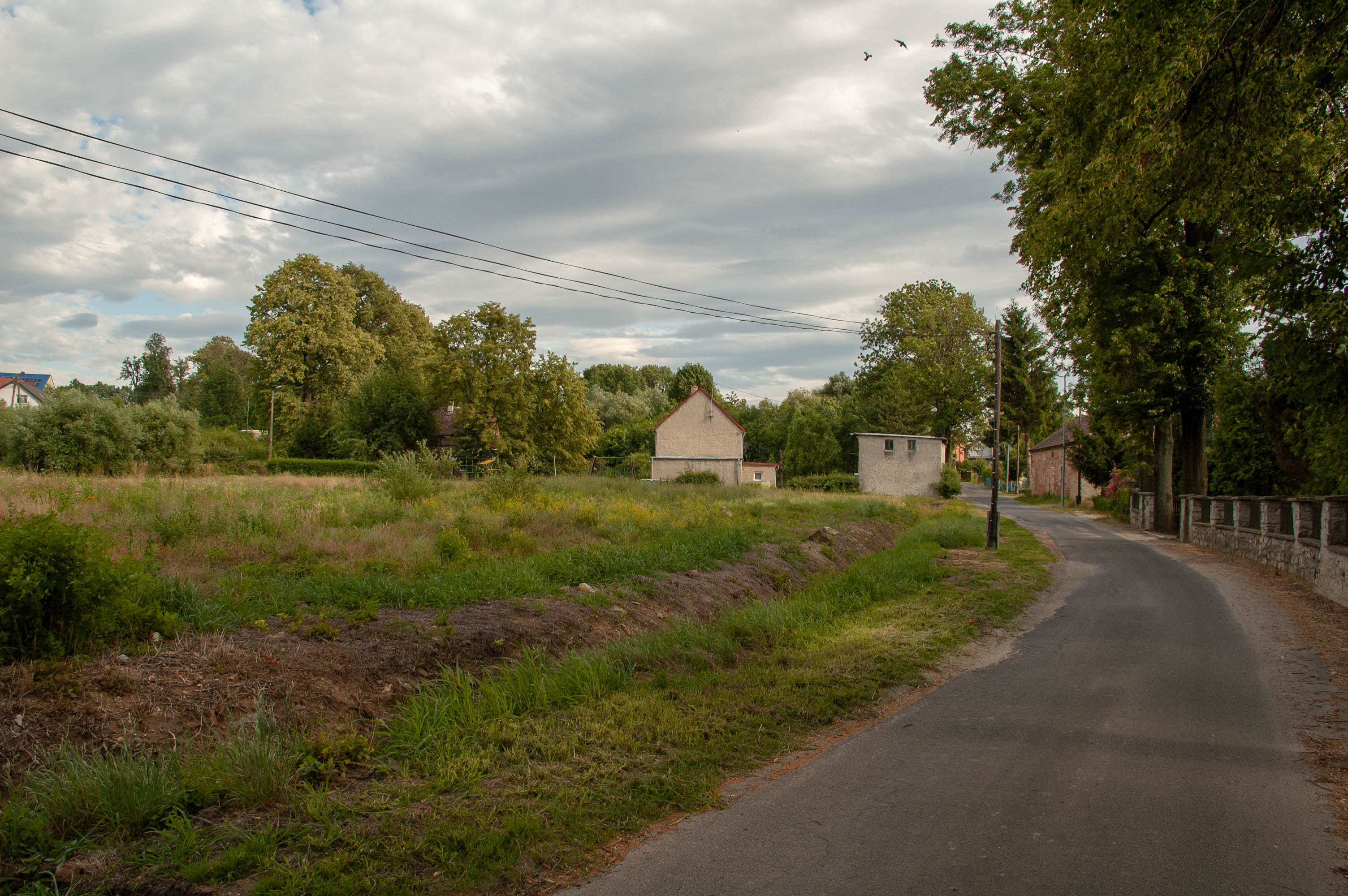
Zeleň